# Provincia di Tayacaja
La provincia di Tayacaja è una provincia del Perù, situata nella regione di Huancavelica.

## Geografia antropica

### Suddivisioni amministrative
È divisa in 16 distretti:
- Acostambo
- Acraquía
- Ahuaycha
- Colcabamba
- Daniel Hernández
- Huachocolpa
- Huaribamba
- Ñahuimpuquio
- Pampas
- Pazos
- Quishuar
- Salcabamba
- Salcahuasi
- San Marcos de Rocchac
- Surcubamba
- Tintay Puncu